# Apostolica Legazia di Sicilia
L'Apostolica Legazia di Sicilia od anche Monarchia Sicula, fu un istituto religioso e politico creato da papa Urbano II allorché l'isola fu sottratta dai Normanni agli Arabi, dapprima come entità giuridica autonoma, poi come regalia dei re di Sicilia. Il legato, di fatto il re, proponeva vescovi e arcivescovi dell'isola, che venivano consacrati dal papa. Istituita nel 1098, fu soppressa nel 1864.

## Storia
Alcuni territori siciliani dall'età dell'imperatore bizantino Giustiniano I erano stati per lungo tempo latifondi della diocesi di Roma, e in questi possedimenti, conosciuti come Siciliae patrimonium ecclesiae, la produzione economica era ancora gestita da funzionari e clero, fedeli al patriarcato di Roma, così come la popolazione ivi insediata, che seguiva il rito latino.
Nel 1059 papa Niccolò II investì Roberto d'Altavilla del titolo di dux Siciliae, allora in mano agli arabi. L'anno successivo i normanni iniziarono la conquista dell'isola, completata nel 1091.

### Istituzione

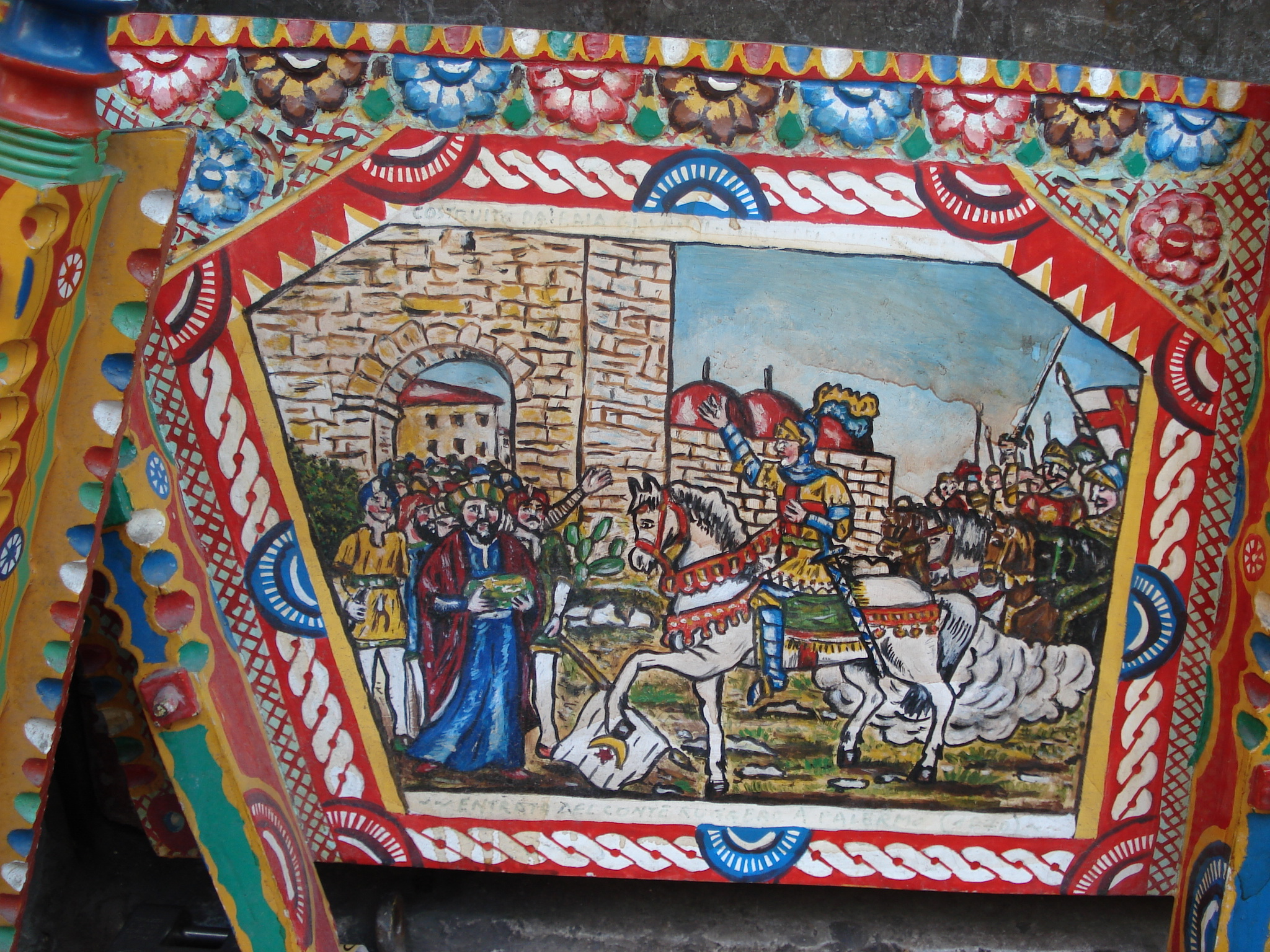
Entrata di Ruggero I a Palermo nel 1072

La prima istituzione della Legazia di Sicilia risale al 1098, allorché fu inviato da papa Urbano II nella Gran Contea di Sicilia un legato pontificio, per rappresentare il vescovo di Roma, il patrimonium ecclesiae siciliano (latifondi) e l'unità delle chiese cattoliche fedeli alla diocesi di Roma e non subordinate al Patriarca di Costantinopoli che da qualche decennio era diviso dal grande scisma. All'epoca dell'istituzione della Legazia, però, la maggior parte degli abitanti dell'isola erano ancora di rito bizantino e inizialmente la politica degli Altavilla in Sicilia fu prevalentemente orientata a sostenere la tradizione greco-basiliana, finanziando con donazioni e rendite la costruzione di nuovi monasteri di rito bizantino. Ruggero I di Sicilia, infatti, per garantire l'unità del suo stato affidò alla Chiesa bizantina il compito di rafforzare e sostenere nelle periferie il potere degli Altavilla: il rito bizantino infatti prevede la possibilità della subordinazione degli istituti ecclesiastici al sovrano, purché cristiano.

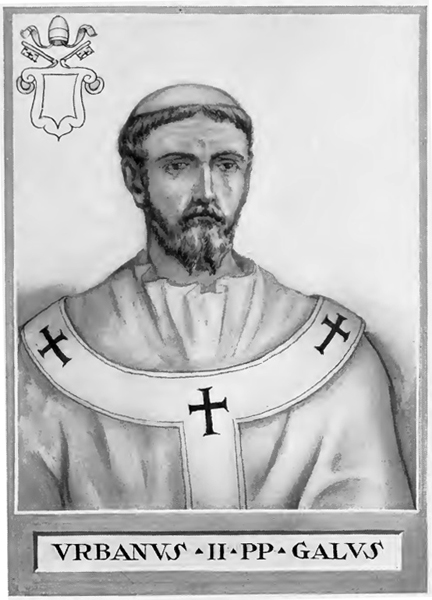
Papa Urbano II

Il Papa, che aveva appena nominato legato il vescovo di Troina, fece marcia indietro, nominando legato il Gran Conte Ruggero. In Sicilia così la Chiesa dipendeva dal papa per gli aspetti religiosi, dal monarca per gli aspetti amministrativi, giudiziari e della disciplina del clero. Al riguardo si vedano le dispute teologiche sul cesaropapismo e sul filioque.
Per garantire la sopravvivenza delle comunità cristiane papa Urbano II, allora, in linea con la politica bizantina di Ruggero I di Sicilia, concesse l'amministrazione delle diocesi filo-romane al conte normanno, nominandolo in una bolla "legato pontificio" e conferendogli l'ereditarietà di tale titolo. Per la prima volta la Chiesa cattolica di Roma concedeva ad un sovrano laico molti privilegi amministrativi, fra i quali la possibilità di gestire le cariche episcopali, il patrimonio finanziario delle diocesi e l'istituzione di metropolie. Da allora le arcidiocesi della Chiesa romana, in Sicilia, non si ponevano come soggetto giuridico indipendente, come in Italia, ma, allineate con la politica bizantina, erano subordinate al potere laico degli Altavilla accentrato in Palermo. 

### La conferma
Dopo lo scisma del 13 febbraio 1130 con la morte di Onorio II, Innocenzo II si rifugiò in Francia e con l'Antipapa Anacleto II insediato a Roma, il Gran Conte Ruggero II di Sicilia ottenne la corona regia. Il 27 settembre 1130 ottenne l'investitura e partì per Palermo (Prima Sedes, Corona Regis et Regni Caput) dove fu incoronato Rex Siciliae, ducatus Apuliae et principatus Capuae, probabilmente dall'arcivescovo Pietro.
Ruggero volle poi avere la conferma del titolo da Innocenzo II (Anacleto era morto nel gennaio 1138) e nel 1139 il papa lo investì del titolo di Re di Sicilia.
Da allora si usò il termine di monarchia sicula per indicare che sia il potere civile che quello ecclesiastico erano sotto un solo comando. (latino tardo mona°rcha(m), che è dal greco monárchis, composto di mónos (μόνος) "solo, unico" e -archìs (ἄρχω), da árchō, "governare, comandare"). Le diocesi divennero tutte di regio patronato: vescovi e arcivescovi venivano consacrati dal Papa su proposta del re di Sicilia e uno dei tre bracci del parlamento siciliano era composto da prelati. In attuazione della legazia sorse una Chiesa autonoma da Roma.

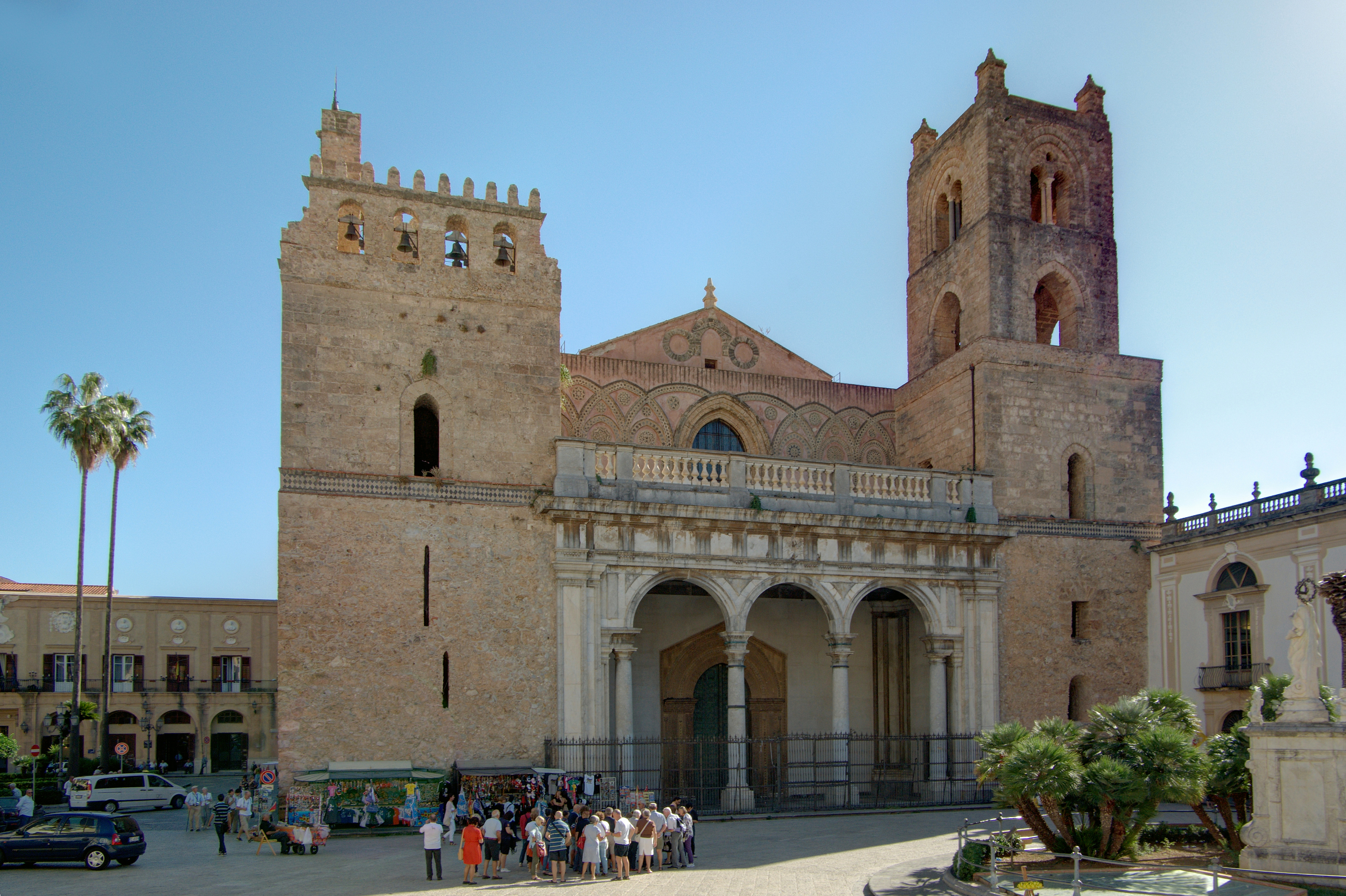
Il Duomo di Monreale

### Ereditarietà e sovranità
Il titolo di legatus Siciliae era anche ereditario, e legato dapprima al titolo di comes Siciliae di Ruggero I, e quindi a quello di rex Siciliae fino a Carlo II d'Angiò, e poi, dopo la pace di Anagni, a quello di rex Trinacriae. Il titolo di legatus Siciliae rimase identico nei secoli, perciò la corona siciliana rimase sempre identificata come Regia Monarchia di Sicilia, benché il titolo della sovranità sull'isola nella storia sia stata espressa secondo diverse denominazioni (re di Sicilia, re di Trinacria, vicereame spagnolo di Sicilia).
Il diritto degli Altavilla di detenere per ereditarietà e a latere la gestione della legazia fu confermato poi dal successore di Urbano II, papa Pasquale II, in cui in una lettera del 1117 a Ruggero II di Sicilia affermava: antecessor meus patri tuo legati vicem gratuitate concessit.
Con questi privilegi nel 1171 fu fondata per mano dei sovrani normanni una delle più grandi arcidiocesi storiche della Sicilia, Monreale (provincia Monsrecalensis), nella cui giurisdizione furono incluse le chiese dell'area meridionale ancora legate alla tradizione bizantina.
Sulla linea di questi privilegi anche a Carlo I d'Angiò, allorché invase il Mezzogiorno e fu nominato rex Siciliae furono concessi da Papa Clemente IV alcune regalie e privilegi in materia di giurisdizione ecclesiastica (facoltà di gestire il patrimonio delle arcidiocesi con sedi vacanti.)
Con l'arrivo degli aragonesi sul trono del Regno di Trinacria anche lo jus legationis (diritto di esercitare la Legazia) passò alla corona aragonese e ne seguì le sorti, fino a divenire un privilegio del re di Spagna Filippo II, in qualità di re di Sicilia.

### La controversia di Lipari
Il tema della Apostolica Legazia di Sicilia tornò di attualità alla fine del Seicento per una questione originariamente marginale, ma che divenne tema centrale di scontri fra Stato e Chiesa.
Nel 1711 alcuni esattori di imposte avevano sottoposto al tributo del plateatico un sacco di ceci che gli incaricati del vescovo di Lipari volevano vendere sulla piazza del mercato. Il vescovo, che riteneva lesi i suoi antichi privilegi, reagì imponendo la scomunica.
Contro di essa fu fatto ricorso al re che eliminò la scomunica mediante il ricorso al suo diritto di decidere sugli appelli per abuso delle sentenze ecclesiastiche. Solo dopo anni e diversi cambi di dinastie la questione trovò una soluzione.
L’imperatore Carlo VI ottenne nel 1728 da papa Benedetto XIII con la bolla Fideli, la ricostituzione di questo speciale tribunale d'appello contro le decisioni dei tribunali ecclesiastici del Regno in luogo della Santa Sede, che assunse il nome di "Tribunale della regia monarchia e apostolica delegazione".
Nel dicembre 1816 a seguito dell'unificazione del Regno di Sicilia con quello di Napoli, passò al re delle Due Sicilie, seppur illegittimamente (l’atto di unione tra Sicilia e Napoli violava la Costituzione Siciliana, rendendolo de facto giuridicamente nullo).

### Abolizione
Nel 1860, a seguito dell'annessione del Regno delle Due Sicilie al Regno di Sardegna e dunque dell'unificazione nazionale, l'Apostolica Legazia di Sicilia divenne una prerogativa del Re d'Italia secondo l'interpretazione del governo sabaudo, ma senza consenso del Papa che continuava a riconoscere come sovrano di Sicilia Francesco II di Borbone. Nel 1864, Papa Pio IX, per evitare abusi, abolì tale istituto col breve Multis gravissimis. Formalmente il Governo del Regno d'Italia rinunciò ufficialmente a questa prerogativa solo nel 1871, con l'art. 15 della legge delle Guarentigie.